# SO/Paris
SO/Paris est un hôtel parisien d'Ennismore (filiale d'Accor), installé au 10, rue Agrippa-d'Aubigné (IVe arrondissement). 

## Historique
L'établissement occupe, pour ses chambres, les sept derniers étages de la « Cité Morland », un immeuble des années 1960 anciennement la Cité administrative de Paris, dans le quartier parisien de La Félicité,. Classé cinq étoiles, il ouvre le 6 septembre 2022. 
L'architecte est David Chipperfield et la décoration intérieure est réalisée par Denis Montel et Julia Capp de l'agence RDAI, avec prédominance de bois et de cuir dans des teints cognac, caramel ou blanc crème,,. Imaginé comme une galerie d'expositions, 122 œuvres d'art réparties dans tout le lieu dont celles de Neil Beloufa ou Olafur Eliasson,.
Si les chambres sont situées du 8 au 14e étages, le restaurant nommé Bonnie, sous gestion par le groupe de restauration Paris Society, est situé au 15e étage avec un bar et une terrasse à la vue panoramique au dessus,. L'hôtel est composé de 140 chambres d'environ 28 m2 et 22 suites dont une de 128 m2. Une piscine de 20 m de longueur ainsi qu'une sale de sport de 1 700 m2 occupent le sous-sol.
Les uniformes du personnel sont dessinés par Guillaume Henry.
Outre cet établissement à Paris le premier en France, la marque SO/, propriété d'Ennismore, est également implantée à Vienne, Berlin, Singapour, Auckland ou Bangkok.